# Годфрі (Іллінойс)
Годфрі (англ. Godfrey) — селище (англ. village) в США, в окрузі Медісон штату Іллінойс. Населення — 17 825 осіб (2020).

## Географія
Годфрі розташоване за координатами 38°57′10″ пн. ш. 90°13′21″ зх. д. / 38.95278° пн. ш. 90.22250° зх. д. (38.952893, -90.222545).  За даними Бюро перепису населення США в 2010 році селище мало площу 94,89 км², з яких 89,72 км² — суходіл та 5,17 км² — водойми.

## Демографія
Згідно з переписом 2010 року, у селищі мешкали 17 982 особи в 7304 домогосподарствах у складі 5101 родини. Густота населення становила 190 осіб/км².  Було 7708 помешкань (81/км²).
Расовий склад населення:
| - 92,6 % — білих - 4,7 % — чорних або афроамериканців - 0,7 % — азіатів - 0,3 % — корінних американців |

До двох чи більше рас належало 1,4 %. Частка іспаномовних становила 1,5 % від усіх жителів.
За віковим діапазоном населення розподілялося таким чином: 20,5 % — особи молодші 18 років, 59,0 % — особи у віці 18—64 років, 20,5 % — особи у віці 65 років та старші. Медіана віку мешканця становила 45,1 року. На 100 осіб жіночої статі у селищі припадало 94,9 чоловіків;  на 100 жінок у віці від 18 років та старших — 92,8 чоловіків також старших 18 років.
Середній дохід на одне домашнє господарство  становив 82 115 доларів США (медіана — 65 145), а середній дохід на одну сім'ю — 95 286 доларів (медіана — 77 696). Медіана доходів становила 60 556 доларів для чоловіків та 43 216 доларів для жінок. За межею бідності перебувало 5,6 % осіб, у тому числі 6,6 % дітей у віці до 18 років та 4,4 % осіб у віці 65 років та старших.
Цивільне працевлаштоване населення становило 8244 особи. Основні галузі зайнятості: освіта, охорона здоров'я та соціальна допомога — 26,9 %, виробництво — 16,3 %, роздрібна торгівля — 9,3 %, науковці, спеціалісти, менеджери — 9,3 %.